# 岭子镇
岭子镇，是中华人民共和国山東省淄博市淄川区下辖的一个乡镇级行政单位。

## 行政区划
岭子镇下辖以下地区：
宝山社区、岭子村、巩家村、南坡村、沈家河村、宋家庄村、小王家村、朱家村、小口村、大口村、郝家村、龙泉村、槲林村、张家村、上店村、下店村、司家村、刘家村、下河村、赵家楼村、宗家村、杨家店村、河洼村、台头崖村、黄家峪村、林峪村、李里村和北石村。